# Fly-in fly-out
Fly-in fly-out («FIFO»), es un término en inglés que se refiere a un tipo de contrato de trabajo que supone que los empleados se desplazan en avión al lugar de trabajo, en el cual viven varias semanas, regresando después en el periodo de descanso a sus domicilios por el mismo medio.
Este tipo de contrato de trabajo se circunscribe a aquellos empleos cuya actividad se encuentra en zonas muy alejadas de los núcleos principales de población. Su origen está en las grandes regiones mineras de Australia y Canadá.
Similar al FIFO, existe la variante llamada «DIDO» (Drive-in Drive-out), en la que el medio de desplazamiento es el automóvil en lugar del avión. 